# Złota płyta – ciąg dalszy
Złota płyta – ciąg dalszy – czwarty studyjny album zespołu Shakin’ Dudi, wydany w 2008 roku nakładem wydawnictwa Agora. Album został wydany wraz z 36-stronicową książeczką.
Materiał został nagrany w Studio Polskiego Radia Katowice. Realizacja dźwięku: Jan Aleksander Dowsilas. Mix i mastering: Wojciech Przybylski. Muzyka: Ireneusz Dudek. Słowa: Dariusz Dusza.

## Spis utworów
Źródło:.
1. „Goście idą” – 2:34
2. „Gdy z komina” – 3:35
3. „Toksyczna rodzinka” – 2:43
4. „Miłość zawsze zwycięży” – 3:53
5. „Fufufujara” – 3:02
6. „Miałem ciężki dzień” – 3:24
7. „Mylić się, ludzka rzecz” – 2:56
8. „Integracja” – 3:27
9. „Bez znajomości” – 3:17
10. „Najechali nas kosmici” – 2:21
11. „A ona śmieje się” – 2:57
12. „Sobotni wieczór, sobotnia noc” – 1:52
13. „Wezmę młotek” – 1:58

## Muzycy
Źródło:.
- Ireneusz Dudek – śpiew
- Dariusz Dusza – gitara
- Tomasz Pala – fortepian
- Ireneusz Głyk – perkusja
- Bartłomiej Stuchlik – kontrabas
- Łukasz Sosna – saksofon